# Karpnickie Źródło
Karpnickie Źródło (niem. Fischbach Quell) – źródło i teren źródliskowy w Sudetach Zachodnich, w Rudawach Janowickich, w woj. dolnośląskim.
Górskie źródło w Rudawach Janowickich na obszarze Rudawskiego Parku Krajobrazowego położone na wysokości ok. 820 m n.p.m. na zachodnim zboczu głównego grzbietu Rudaw Janowickich, pod przełęczą oddzielającą Dziczą Górę od Bielca. Na wschód od źródła około 50m powyżej przebiega Grzbietowa Droga.
Ze źródła bierze początek bezimienny potok stanowiący prawy dopływ Karpnickiego Potoku, do którego wpada na wysokości 540 m n.p.m. przed Strużnicą. Otoczenie źródła porasta las świerkowy z domieszką drzew liściastych
Dawniej źródło uważano za początek głównego cieku Karpnickiego Potoku.